# Nissan Primera
Pour les articles homonymes, voir Primera (homonymie).
La Nissan Primera est une berline familiale moyenne produite entre 1990 et 2008 en trois générations, sous les noms de série (W)P10, (W)P11, (W)P11-120, (W)P11-144 et (W)P12. Succédant à la Nissan Bluebird, la Primera était principalement destinée aux marchés japonais, nord-américain et européen. La version européenne, produite à Sunderland (sauf le break W10), fut déclinée en break et en berline. Au Japon, la Primera a succédé à la Nissan Langley et était vendue sous la marque Prince. En Amérique du Nord, les séries P10 et P11 avaient été rebaptisées G20 et commercialisées en tant que berlines sportives haut de gamme sous la marque Infiniti. 
La baisse des ventes de la Primera dans les années 2000 a progressivement conduit Nissan à arrêter sa production entre 2005 et 2008.